# Арабско въстание
Арабското въстание в Близкия изток (на арабски: الثورة العربية, Al-thawra al-`arabīya) е освободително движение от 1916 – 1918 г. Арабското въстание (Al-Thawra al-`Arabīya) е инициатива на Шериф Хюсейн ибн Али и неговите поддръжници, имаща за цел освобождението на арабските земи от османско владичество и образуването на единна арабска държава от Сирия до Йемен.
Младотурската революция, станала на 3 юли 1908 г. е може би първият пламък, който ще спомогне в бъдещето за осъществяването на арабското въстание. Действията на младотурците, подтикнати от решението на султана да възстанови конституцията от 1876 г. ще станат съдбовни за цялата империя.
Новите избори в Истанбул, проведени през 1908 г. под ръководството на Комитета за единство и прогрес и неговия лидер принц Сабахаддин (британски довереник), съставят нов парламент, състоящ се от 142 турци, 60 араби, 25 албанци, 23 гърци, 12 арменци, 5 евреи, 4 българи, 3 сърби и 1 влах.
През Първата световна война Османската империя е главен участник във военните действия в Близкия изток, част от Османо-германския алианс. Започват масови арести в Бейрут и Дамаск на арабски националисти, които биват измъчвани в затворите. Заради репресиите, проведени от османците и техните съюзници, шариф Хюсейн, който е водач на арабските националисти, на 8 юни 1916 г. сключва съюз с Великобритания и Франция за съвместни действия срещу Османската империя. Доказателството за това, че турското правителство е било планирало да свали шариф Хюсейн от поста му след края на войната, са разменените писма между него и комисаря на Британия – Хенри Макмеън, който го е убеждава в това, че помощта му на страната на Тройното Съглашение може да бъде спечелено от Арабската империя, която в бъдеще ще обкръжава цял Египет и Персия, с изключение на имперските владения и интереси в Кувейт, Аден и Сирийския бряг. Британското представителство в Египет незабавно изпраща при арабите свой доверен човек – капитан Т. Лорънс, който по-късно става известен като Лорънс Арабски. Главната задача на капитан Лорънс е да следи за работата на арабските лидери крал Фейсал и Абдула и да направи така, че техните планове за въстание да бъдат съчетани с интересите на Британия. Той убеждава арабите да не гонят турците от Медина, а при всяка възможност да атакуват железопътната линия „Хиджаз“. Тези действия по-късно носят успех – войските на османците в района са откъснати от останалите части, а снабдяването с провизии става невъзможно.
През 1917 г. Лорънс Арабски се присъединява към арабските части в пустинята, водени от племенния водач Ауда Абу Таи и заедно нападат пристанището Акаба, което е и в интерес на Британия, защото Акаба е главна точка в снабдяването на британските войски в Египет. На 6 юли Акаба пада в арабски ръце. Една година по-късно, арабските въстаници помагат на генерал Едмънд Алънби, като нападат Османската империя в нейната вътрешност и по линията Газа – Беершеба. На Коледа през 1917 г. Алънби влиза в Йерусалим, заедно с въстаниците.
Малко време след превземането на Акаба, много офицери от британската армия се присъединяват към каузата на крал Фейсал. Много от английските части помагат на въстанието с оръжие, експлозиви и провизии. Една част от французите също се присъединяват към каузата, но отношенията им с арабите са неприятни. Под командването на Лорънс Арабски арабите напълно откъсват Хиджазката железница от османските войски, като пленяват голям брой припаси.
През 1918 г. арабската конница печели множество победи срещу турските войски. Те помагат и на генерал Алънби да вземе победи срещу османците, след като съобщават къде точно са позициите на турската войска. Арабските въстаници продължават да нападат малки гарнизони, да разбиват железници и да прибират провизиите на турските войски. В резултат на това генерал Алънби постига победа в битката при Мегида. Австралийските части от британската войска влизат в Дамаск на 30 септември 1918 г., Лорънс и арабските въстаници влизат в града ден по-късно. В края на войната британските сили в Египет навлизат в Палестина, Трансйордания, Ливан и части от Арабския полуостров.